# Венди
Вендите (на латински: Venedi, Wenden, Winden, Winedas) са тези западни славяни, които от VII век живеят на големи територии от Северна и Източна Германия (Germania Slavica) и днес са наричани най-често полабски славяни (Elbslawen) – от името на р. Елба (Лаба).